# جهاز متقدم لقياس الانبعاث الحراري والانعكاس الإشعاعي

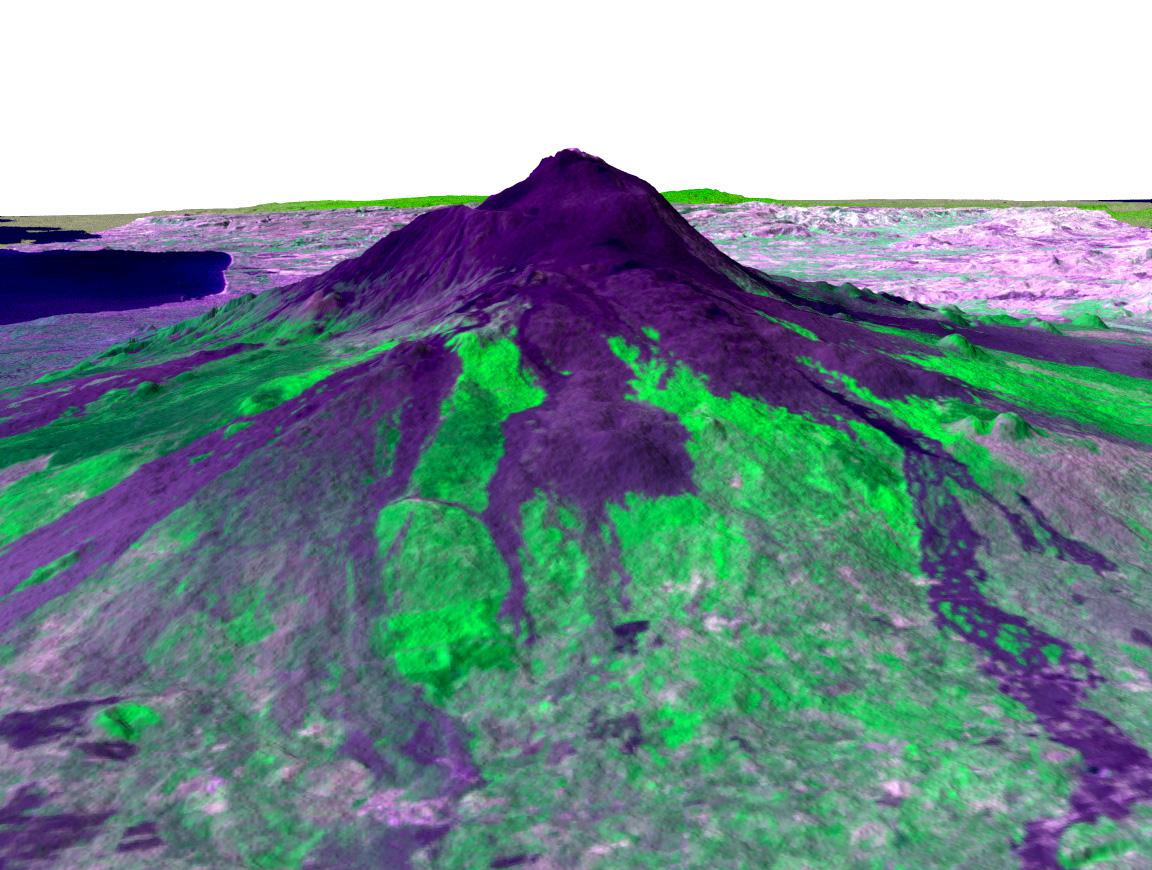
صورة مُلتقطة من أستير لتضاريس جبل إتنا.

الجهاز المتقدم لـ قياس الانبعاث الحراري والانعكاس الإشعاعي (بالإنجليزية: Advanced Spaceborne Thermal Emission and Reflection Radiometer)‏ المعروف اختصاراً بـ ASTER أو باختصار أستير، هو جهاز استشعار ياباني وهو واحد من خمسة أجهزة استشعار عن بعد على متن قمر تيرا الذي أطلقته ناسا في مدار حول الأرض في عام 1999. يعمل في إطار نظام مراقبة الأرض وتستعمل كاميرته للحصول على خرائط مفصلة لسطح الأرض ودرجة حرارته، والأشعة المنبعثة منه والمنعكسة عليه، وارتفاعه. يوفر أستير صور عالية الدقة من كوكب الأرض في 14 مجالات مختلفة من الطيف الكهرومغناطيسي، بدءً من مرئية لضوء الأشعة تحت الحمراء الحرارية. وتتراوح دقة الصور بين 15 و 90 متراً.
يتوفر نموذج الارتفاع الرقمي العالمي (أديم غستر) من أستير مجاناً للمستخدمين في جميع أنحاء العالم عن طريق التحميل الإلكتروني. واعتباراً من 2 أبريل 2016، أصبح الفهرس الكامل لبيانات صورة أستير متاحاً للجمهور على الإنترنت دون أي تكلفة. ويمكن تحميلها من خلال حساب مسجل بحرية من نظام ناسا للبحث عن بيانات الأرض أو من نظام تسليم إيرث إكسبلورر أوسغس.